# Малък пъстър кълвач
Малкият пъстър кълвач (Dendrocopos minor) е птица от семейство Кълвачови (Picidae). Среща се и в България.

## Физически характеристики
Дължина на тялото: 14 см. Размах на крилете: 26 см. Оперение: Има полов и възрастов диморфизъм. При мъжкия предната част на гърба е черна, а останалата – черно-бяла. Челото е белезникаво, темето и тилът са червени, а отдолу е белезникав, с черни щрихи по слабините и напречни пъстрини на подопашката. Женската няма червено на главата. Младите отдолу са охристи, с многобройни петна. Издаващи звуци: Силно „кикикики“, което наподобява крясъка на малкия сокол.

## Разпространение
Обитава гори, паркове и градини.

## Начин на живот и хранене
Те са самотници, но през размножителния период са по двойки. Хранят се с насекоми и ларви на насекоми. Издават звук „ки-ки-ки“ или меко „тчик-тчик“. Продължителността на живота им е 5 години. Най-дълголетната птица е живяла 6,5 години.

## Размножаване
Половата им зрялост е на едногодишна възраст. Периодът им е от април до юни. Имат едно люпило, от 4 – 6 яйца, които са бели на цвят. Мътенето трае до 11 дни. Малките напускат гнездото на 19 – 22 ден.